# سیرزار علیا
سیرزار علیا، روستایی از توابع بخش طرقبه شهرستان طرقبه شاندیز در استان خراسان رضوی است.که در سال 1400  شورای اسلامی در آنجا تشکیل شد.

## جمعیت
این روستا در دهستان جاغرق قرار دارد و براساس سرشماری مرکز آمار ایران در سال ۱۳۸۵، جمعیت آن زیر سه خانوار بوده‌است. در سال ۱۳۹۰ جمعیت سیرزار علیا به ۶۲ نفر افزایش یافته‌است.